# Tommi Parzinger
Tommi Parsinger (Monaco di Baviera, 7 febbraio 1903 – New York, luglio 1981) è stato un illustratore e designer tedesco americano.
Figlio di uno scultore, studiò presso la scuola di arte applicata a Monaco di Baviera. Lavorava con ceramica, vetro, metallo e legno.
Fu allievo di Richard Riemerschmid e membro del secondo gruppo di grafici con il nome die Sechs assieme a Franz Paul Glass, Valentin Zietara, Max Eschle, Johann Baptist Maier (Hans Ibe), Otto Ottler. Dopo essere emigrato negli Stati Uniti d'America, continuò la sua carriera come designer soprattutto di mobili.